# Joan Lluís i Pallarès
Joan Lluís i Pallarès   (Enviny, 1912 - Barcelona, 18 de juliol de 1999) fou un folklorista català. El 1998 va rebre la Creu de Sant Jordi.

## Biografia
Joan Lluís i Pallarès, neix a Montardit de Dalt el 1912 (fins al 1976 formà part del terme d'Enviny). És batejat a Enviny, però molt aviat va a viure a Rialp, a una casa de pagès, que es deia Xampaineta. A l'edat de vuit anys i fins als dinou anys va treballar de bosquerol recollint llenya al bosc per vendre-la i fent de pastor per les muntanyes d'Olp, Llessui i Montsent de Pallars.
Després treballà de llauner a Tremp i després de la guerra civil espanyola marxà a Barcelona, on es vinculà als grups de dansa i assistí a les tertúlies sobre folklore català que mantenia Agustí Duran i Sanpere a l'Arxiu Històric de Barcelona. Allí conegué els coneguts folkloristes i intel·lectuals Josep Maria de Casacuberta, Pau Vila i Dinarès, Joan Coromines, Joan Amades, Aureli Capmany i Ramon Violant i Simorra, qui l'encoratjà a escriure sobre el seu Pallars natal i donar-ne a conèixer les formes de vida.
Del contacte amb l'alta muntanya i els seus pastors en surt la seva afició a la música. Aprèn solfeig amb Manuel de cal Serrador, músic de Rialp. Als tretze anys s'inicia com a pastor guardant un ramat de 87 caps de casa el Quimet i posteriorment és llogat de rabadà a la muntanya de Llessui. Els anys 1929 i 1930 aprèn l'ofici de llauner i toca el flabiol i el clarinet a l'orquestra de Rialp. L'any següent s'estableix de llauner a Tremp on també fa de músic amb diferents orquestres d'aquesta ciutat.
L'esclat de la Guerra Civil l'agafa a Tremp. Marxa al front amb l'exèrcit republicà i lluita a Terol, a l'Ebre i a les pedres d'Auló (sobre Roní). El febrer del 1939 passa a França i és internat al Camp d'Argelers d'on fugí amb un company. Fou detingut a Girona, enviat a Barcelona i posteriorment al Valle de los Caídos. A causa d'una denúncia feta contra ell li és prohibit tornar a la comarca natal i s'instal·la a Barcelona, on realitza diverses feines, una de les quals, relacionada amb la indústria, li provoca una intoxicació que l'obliga a fer repòs durant quatre anys, que aprofita per llegir a fons.
A partir de 1946 forma part del consell directiu de l'Esbart Montserrat, realitza diversos programes a Ràdio Barcelona on parla del Pallars i interpreta tonades amb el flabiol i comença a realitzar conferències sobre cultura pirinenca a diversos centres com l'Ateneu Barcelonés, l'Esbart Verdaguer i el Centre Comarcal Lleidatà. Allí coneix personalitats de la cultura i la història de Catalunya com Ferran Soldevila, Agustí Duran i Sempere, Aureli Campmany, Esteve Albert, Rafael Tasis i el filòleg i editor Josep Maria de Casacuberta que, junt amb Ramon Violant i Simorra, l'encoratjaren a escriure tot allò que explicava i prosseguir en la tasca de descobrir l'ànima popular. També coneix Joan Coromines a qui l'any 1963 acompanyà en les seves enquestes onomàstiques i toponímiques per la vall d'Àssua i la ribera de Sort.
El 1992 la Generalitat de Catalunya li atorga el primer Premi Nacional de Cultura Popular.
El 1997 la vila de Rialp li ret un homenatge i es presenta el llibre Joan Lluís, pallarès il·lustre. Miscel·lània d'homenatge.
L'any 1998 la Generalitat de Catalunya li atorga la Creu de Sant Jordi.
El dia 18 de juliol de 1999 mor a Barcelona a l'edat de 87 anys i és enterrat a Rialp.

## Obres
En les seves obres recull un modus vivendi que reflectia una societat que estava desapareixent. Davant els canvis que ja començava a patir el sistema tradicional de vida pallarès, l'obra de Joan Lluís és el testimoni més fidel d'un temps que ja s'ha extingit i això és el que li dona una importància cabdal. En el seu poble d'acollida, Rialp, només hi ha una placa d'homenatge a la façana de casa seua.

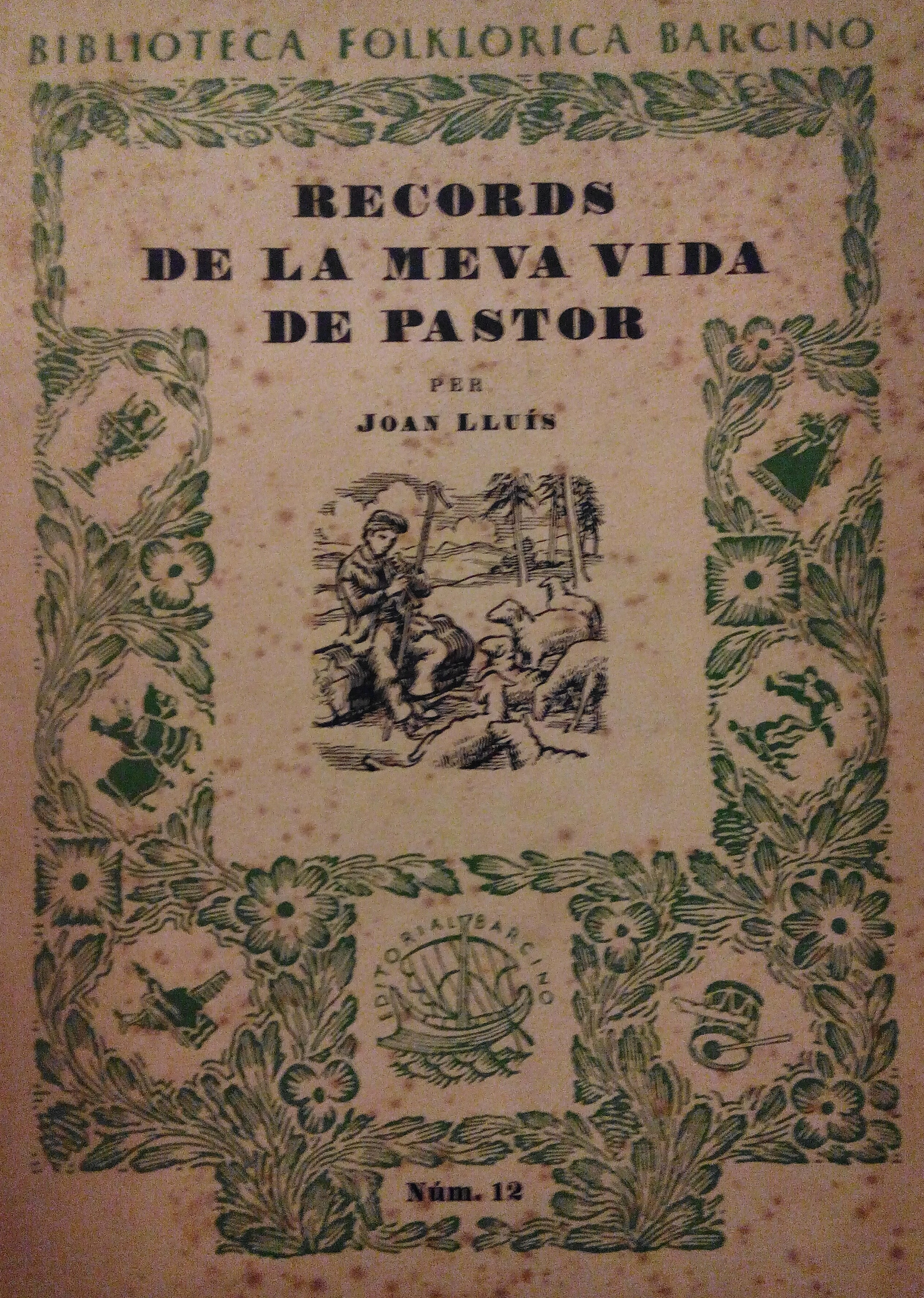
Llibre "Records de la meva vida de pastor", edició de 1955.

- Records de la meva vida de pastor (Editorial Barcino, 1955, amb pròleg de R. Violant i Simorra) (reeditat el 1964). Inclou 5 pàgines amb vocabulari propi de la feina de pastor així com especificitats de la parla de Rialp a principi del segle xx.
- El meu Pallars (quatre volums, 1959, 1966 i 1979)
- Històries i llegendes del Pallars (1971)
- L'home de la bossa. Novel·la d'antics costums nupcials del Pallars (1958)(reedit 1960)(reeditat el 1980)
- Els pastors i les estrelles (1965)(reeditat el 1992)